# اولورتون، کبک
اولورتون (به فرانسوی: Ulverton) شهری در منطقه شهری لو وال-سن-فرانسوا ناحیه استری در استان کبک کانادا است. در سرشماری سال ۲۰۱۱ این شهر ۳۶۶ نفر جمعیت داشته‌است و مساحت آن ۵۱٫۲۸ کیلومتر مربع است.